# St. Konrad (Weizen)

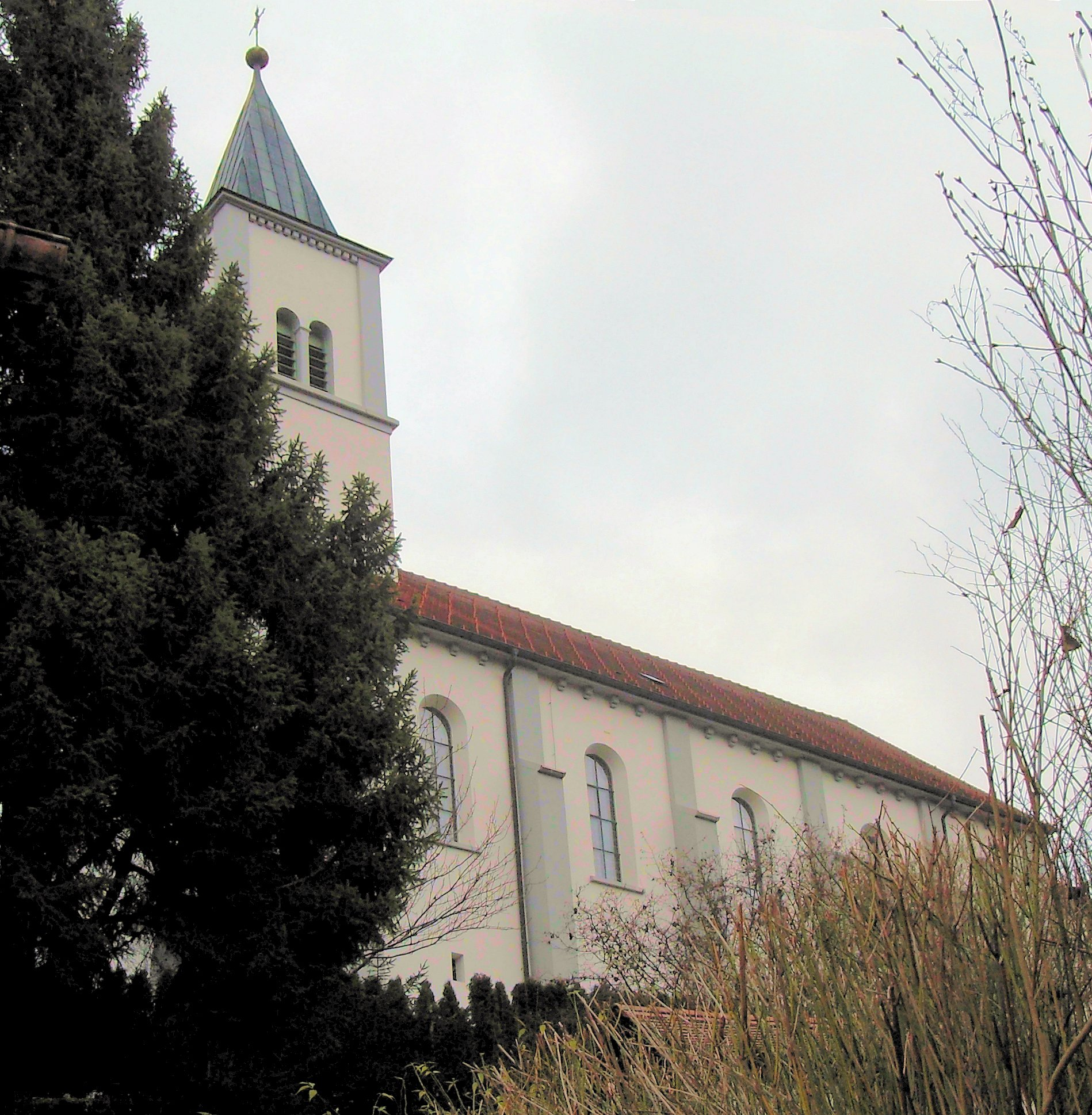
St. Konrad in Weizen

Die römisch-katholische Pfarrkirche  St. Konrad steht in Weizen, einem Stadtteil von Stühlingen im Landkreis Waldshut in Baden-Württemberg. Ihr Schutzpatron ist Konrad von Konstanz. Die Kirchengemeinde gehört zum Dekanat Waldshut im Erzbistum Freiburg. Das Bauwerk ist beim Landesamt für Denkmalpflege Baden-Württemberg als Baudenkmal eingetragen.

## Beschreibung
Die Saalkirche wurde 1837 nach einem Entwurf von Heinrich Hübsch erbaut. An derselben Stelle hatte bereits ein Vorgängerbau gestanden, der aus dem 16. oder 17. Jahrhundert stammte. Bereits im 8. Jahrhundert ist ein Kirchengebäude nachgewiesen.
Sie besteht aus einem Langhaus, einem eingezogenen, dreiseitig geschlossenen Chor im Osten und einem Fassadenturm im Westen, der mit einem spitzen Helm bedeckt ist. Sein oberstes Geschoss beherbergt hinter den als Biforien gestalteten Klangarkaden den Glockenstuhl, in dem drei von Friedrich Wilhelm Schilling gegossene Kirchenglocken hängen. Die Zifferblätter der Turmuhr befinden sich an drei Seiten.
Die Kirchenausstattung wurde am Ende des 19. Jahrhunderts im neuromanischen Stil geschaffen. Der Hochaltar wurde 1893 gebaut. Die Orgel wurde 1911 von der Mönch Orgelbau errichtet.